# RijnlandRoute

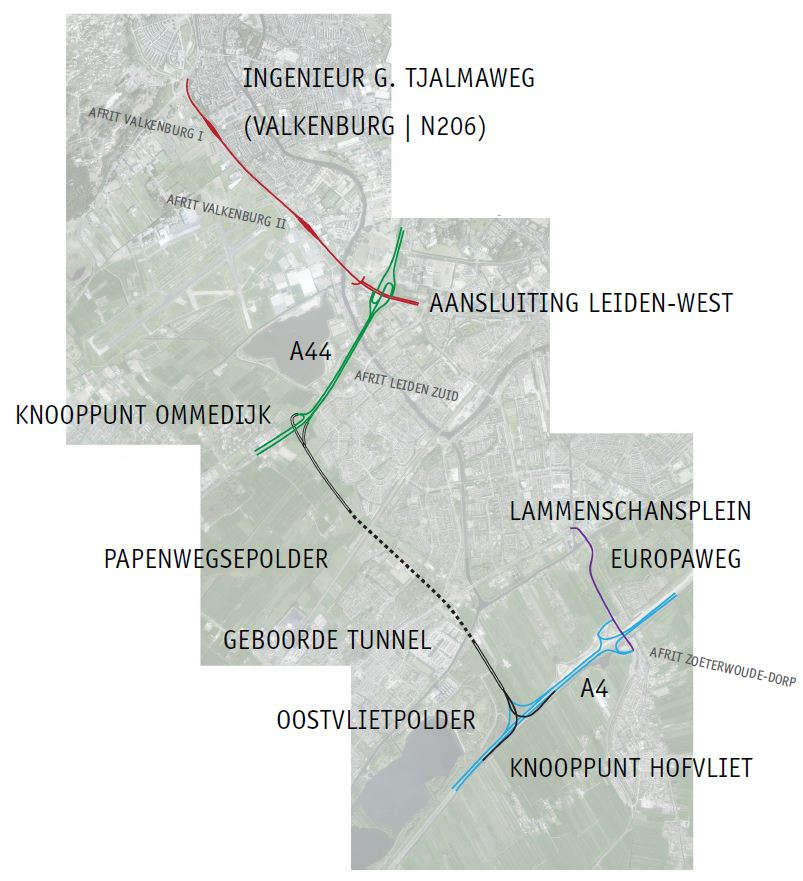
RijnlandRoute, Provincie Zuid-Holland

De RijnlandRoute is een Nederlandse wegverbinding in aanbouw, die van Katwijk via het zuiden van Leiden naar de A4 bij Zoeterwoude verloopt. Een in het oog springend onderdeel van het project is de geboorde tunnel onder Voorschoten, die de A44 en A4 met elkaar verbindt.

## Achtergrond
De weg moet knelpunten oplossen en de doorstroming in de regio Holland Rijnland garanderen, met name rondom Leiden en Katwijk. Op de belangrijkste oost-westverbinding in dit gebied, de N206 en de toevoerwegen ervan komt veel verkeerscongestie voor.

## Onderdelen van het project
De RijnlandRoute bestaat uit drie projectonderdelen, elk wordt apart aanbesteed:

###### Projectonderdeel 1
- nieuw Knooppunt Ommedijk: A44 x N434
- nieuw Knooppunt Hofvliet: A4 x N434
- een nieuwe autoweg tussen de A44 en A4: de N434 (boortunnel onder Voorschoten)
- herinrichting A4 tussen Vlietland en Zoeterwoude-Dorp
- verbreding van de A44 tussen aansluiting Leiden-West (N206) en Knooppunt Ommedijk
- herinrichting van aansluiting Leiden-West op de A44

Sinds 27 mei 2019 heeft de aansluiting Leiden-West de vorm van een Divergerende diamantaansluiting (DDI), op dat moment de enige in Nederland. Alleen tijdens de bouwfase wordt er met een DDI gewerkt, in de definitieve situatie vanaf september 2021 is er sprake van een gecombineerde aansluiting. 
Dit onderdeel is op 5 juli 2024 opengesteld voor verkeer.

###### Projectonderdeel 2
- verbreding van de N206/Ir. G. Tjalmaweg tussen de N441 en aansluiting Leiden-West (A44)

Dit onderdeel werd op 2 april 2023 opengesteld voor verkeer.

###### Projectonderdeel 3
- herinrichting Lammenschansplein en verbreding N206/Europaweg in Leiden

## Uitvoerders
De aanleg van de RijnlandRoute gebeurt door de Provincie Zuid-Holland in samenwerking met Rijkswaterstaat. Het eerste projectonderdeel wordt aangelegd door aannemerscombinatie Comol5, een internationale samenwerking van de TBI bedrijven Mobilis en CroonWolter&Dros, Vinci Construction Grands Projets en DIMCO. Naast de bouw, verzorgt de aannemer ook vijftien jaar onderhoud aan de weg. De bouw startte eind 2017 en zou eind 2022 afgerond moeten zijn.
Projectonderdeel 2 werd op 26 april 2019 definitief gegund aan aannemer Boskalis. De aannemer gaat de N206 tussen Katwijk en Leiden verbreden van 2x1 naar 2x2 rijstroken, ook worden er twee ongelijkvloerse kruisingen gemaakt om onder andere de nieuwbouwwijk Valkenhorst op voormalig Vliegkamp Valkenburg te ontsluiten. De werkzaamheden starten in de loop van 2019 en hadden eind 2022 moeten zijn afgerond. Door een brand in een opslagloods in juni 2022 is de oplevering echter met ruim anderhalf jaar uitgesteld tot 5 juli 2024.
Projectonderdeel 3 werd op 14 februari 2024 ook definitief aan aannemer Boskalis gegund. De N206 wordt door de aannemer tussen de A4 en het Lammenschansplein verbreed van 2x1 naar 2x2 rijstroken. Ook zal er een busstrook voor lijnbussen worden aangelegd, net als nieuwe fietspaden. Ten slotte zullen de Lammebrug en de Trekvlietbrug worden vervangen door hogere bruggen. Naar verwachting zullen de werkzaamheden eind 2027 zijn afgerond.

## Kosten
De totale kosten van de aanleg van de RijnlandRoute werden in 2016 geschat op 942,52 miljoen euro.
De financiering van het totale project RijnlandRoute was destijds als volgt verdeeld, uitgedrukt in miljoenen euro's:
| Rijk                                                                                               | 445 |
| Provincie Zuid-Holland                                                                             | 247 |
| Regio Holland Rijnland (gemeenten)                                                                 | 75  |
| Extra provinciale bijdrage (coalitieakkoord) ten behoeve van betere inpassing Zoeken naar Balans F | 100 |
| Reservering Gemeente Leiden voor project Plesmanlaan/Ontsluiting Bio Science Park                  | 30  |
| Provinciale bijdrage (extra bijdrage MPI voor Knoop Leiden West)                                   | 35  |